# 武井一巳
武井 一巳（たけい かずみ、1955年 - ）は、長野県岡谷市出身のジャーナリスト、評論家。
長野県諏訪清陵高等学校卒業、明治大学政治経済学部卒業。大学在学中から週刊誌、月刊誌等にルポルタージュを発表。ビジネス、経済、先端技術分野の評論のほか、パソコン関連、インターネット関連の解説書を多数執筆。また雑誌等にエッセイ、コラムなどを多数発表している。

## 主要著書等
- 近未来企業戦略（総合法令出版）
- 電子書斎革命（HBJ出版局）
- 京ぽんの本当に使える本（ソシム）

その他パソコン、ネットワーク関連の著書多数